# Marc Savard
Marc Savard (ur. 17 lipca 1977 w Ottawie) – kanadyjski hokeista.

## Kariera klubowa
- Oshawa Generals (1993-1997)
- New York Rangers (1997-1999)
  -  Hartford Wolf Pack (1997-1999)
- Calgary Flames (1999-2002)
- Atlanta Thrashers (2002-2004)
- SC Bern (2004)
- HC Thurgau (2004-2005)
- Atlanta Thrashers (2005-2006)
- Boston Bruins (2006-2011)

Karierę w National Hokey League rozpoczął w sezonie 1997 w zespole New York Rangers (wybrany przez klub w drafcie z numerem 91 w roku 1995). W Nowym Jorku spędził dwa sezony 1997-1998 i 1998-1999. Następnie w latach 1999–2003 występował w Calgary Flames, w sezonach 2002-2006 w Atlanta Thrashers, a w czasie Lokautu grał w Szwajcarii, gdzie reprezentował SC Bern (2005-2006) i HC Thurgau (2006-2007). Od sezonu 2006-2007 występował w zespole Boston Bruins. W trakcie sezonu NHL (2010/2011) odniósł kontuzję głowy, wskutek czego nie grał do 2015 i wówczas odszedł z Bostonu. W lipcu 2015 formalnie został zawodnikiem Florida Panthers, w czerwcu 2016 został zawodnikiem New Jersey Devils.
Dwa razy wystąpił w Meczach Gwiazd NHL (2008 i 2009). Został rekordzistą Atlanty Thrashers pod względem ilości asyst w sezonie: 69 w edycji NHL (2005/2006).

## Sukcesy
Klubowe
- Prince of Wales Trophy: 2011, 2013 z Boston Bruins
- Presidents’ Trophy: 2014 z Boston Bruins
- Mistrzostwo konferencji NHL: 2011, 2013, 2014 z Boston Bruins
- Mistrzostwo dywizji NHL: 2009, 2011, 2012, 2014 z Boston Bruins

Indywidualne
- Sezon OHL 1994/1995:
  - Eddie Powers Memorial Trophy – pierwsze miejsce w klasyfikacji kanadyjskiej w sezonie zasadniczym: 139 punktów
- Sezon OHL 1996/1997:
  - Eddie Powers Memorial Trophy – pierwsze miejsce w klasyfikacji kanadyjskiej w sezonie zasadniczym: 130 punktów